# Kutyapajtik
A Kutyapajtik (eredeti cím: Puppy Dog Pals) 2017 és 2023 között vetített amerikai számítógépes animációs vígjátéksorozat, amelyet Harland Williams alkotott.
A sorozatot Amerikában 2017. április 14-én, míg Magyarországon a Disney Junior mutatta be 2017. október 9-én. A Disney Channel is bemutatta 2018. január 29-én, azonban a 2. és a 3. évadot már az M2 sugározta. A 4. és az 5. évadot a Disney+ mutatta be.

## Ismertető
Bingo és Rolly két mopsz kiskutya, a városba és a világon szokta kalandozni, amikor Bob elmegy otthonról. Van még egy cica nővérük, Hissy, és egy robotkutya, ARF.

## Szereplők

### Főszereplők
| Szereplők | Eredeti hang                                           | Magyar hang                                                             | Leírás |
| --------- | ------------------------------------------------------ | ----------------------------------------------------------------------- | --- |
| Bingo     | Issac Ryan Brown (1–3. évad) "EJ" Williams (4–5. évad) | Takács Botond (1. évad) Molnár Olivér (2. évad) Tóth Csanád (3–5. évad) | Feketés-szürkés mopsz, aki kék villám mintás nyakörvet visel, és érettebb, mint az ikertestvére, Rolly. Ő a vezető kettejük közül. Mindig készen áll, hogy Rollyval közösen küldetésre induljon, hogy segítsen annak, akinek szüksége van rá. |
| Rolly     | Sam Lavagnino (1–3. évad) Gracen Newton (4–5. évad)    | Vida Bálint (1-4. évad) Holló-Zsadányi Norman (5. évad)                 | Világosbarna mopsz, aki piros nyakörvet visel arany csont medállal. Bár nem olyan okos, mint Bingo, nagyon bolondos és játékos. Ő Bingo ikertestvére, de Bingo idősebb nála. Imád mindent megrágni, amit csak talál, bár ez egy rossz szokása. |
| Bob       | Harland Williams                                       | Rajkai Zoltán (1. évad) Posta Victor (2–5. évad)                        | Bingo, Rolly, Nyafi, Olivia és A.R.F. gazdája, aki ipari terméktervezőként (más néven "feltalálóként") dolgozik. Módosítja a kerítést saját és Chloe háza között, hogy Keia együtt tudjon játszani Bingóval, Rollyval és Hissyvel, és így mindannyian át tudjanak járni egymáshoz anélkül, hogy alá kellene ásniuk a kerítésnek. Emellett új nyakörvet is készít Keiának (mivel a régi leesett róla), amit azóta is visel, amikor küldetésekre megy Bingóval és Rollyval. Később Bob feleségül veszi Anát. |
| Nyafi     | Jessica DiCicco                                        | Pekár Adrienn                                                           | Cinikus lila cirmos cica, aki masnit visel, és úgy vigyáz Bingóra és Rollyra, mint egy nagytestvér. Néhány alkalommal ő is csatlakozik Bingóhoz és Rollyhoz a küldetéseik során. |
| A.R.F.    | Tom Kenny                                              | Vida Péter                                                              | Robotkutyus, akit Bob talált fel. |
| Keia      | Shiloh Nelson                                          | Engel-Iván Lili                                                         | Új siba inu kölyökkutya, akit Bob szomszédai, Chloe és az édesanyja fogadtak örökbe. Gyorsan közeli barátságba kerül Bingóval, Rollyval és Nyafival, miután megismerkednek. Jellegzetes megjelenése egy türkiz színű, hosszú ujjú pulóver és egy rózsaszín nyakörv aranycsillag medállal teszi emlékezetessé. |
| Lollie    | Giselle Eisenberg                                      | Laudon Andrea                                                           | Fekete-fehér színű nőstény Cavalier King Charles spániel kölyökkutya, aki türkizkék nyakörvet visel, és a hátsó lábai bénultak. Legjobb barátja Keia. |
| Ana       | Cree Summer                                            | Sági Tímea                                                              | Lollie gazdája, valamint Bob szerelme, aki később a felesége lesz. |
| Leo       | Jack Stanton                                           | Kuna Márk                                                               | Narancssárga cirmos kiscica, aki limezöld nyakörvet visel. Buster testvére és Darius házi cicája. Ő és Buster Bingo és Rolly unokatestvérei. |
| Buster    | Bentley Lee Conger                                     | Gyetvai Martin                                                          | Barna Bokszer kölyökkutya, aki fukszia színű kendőt visel. Leo testvére és Darius házi kutyája. Ő és Leo Bingo és Rolly unokatestvérei. |
| Roxy      | Somali Rose                                            | Hegedűs Johanna                                                         | Sussexi spániel kölyökkutya, aki Nougat testvére és Grace házi kutyája. Lila nyakörvet visel, amin virágos lófarok hajtűk díszítik a füleit. |
| Nougat    | Amari McCoy                                            |                                                                         | Malac, aki Roxy testvére és Grace házi malaca. Sárga nárcisz mintás nyakpántot visel, és néha szív alakú napszemüveget is feltesz. |
| Darius    | Jayden Theophile                                       | Rostás Ábel                                                             | Ana unokaöccse és Buster valamint Leo gazdája, aki imádja a tudományt. Bobbal és Anával él, miközben a szülei munkaügyben úton vannak. |
| Olivia    | nem beszél                                             | nem beszél                                                              | Kék hal, aki Bingo, Rolly, Nyafi, Lolly és A.R.F. testvére. |
| Eper      | nem beszél                                             | nem beszél                                                              | Pöttyös katicabogár, aki, akárcsak Bingo, Rolly és Nyafi, Keia közeli barátja, olyannyira, hogy szinte mindig Keia körül lebzsel. |

### Mellékszereplők
| Szereplők         | Eredeti hang             | Magyar hang                                      | Leírás |
| ----------------- | ------------------------ | ------------------------------------------------ | --- |
| Habcsók           | Jill Talley              | Mohácsi Nóra                                     | Pink színű máltai selyemkutya, aki szeret más állatokat zaklatni, különösen Bingót és Rollyt.                                                                    |
| Kutyakapitány     | Patrick Warburton        | Fehérváry Márton                                 | A kölykök kedvenc televíziós műsorának sztárja. |
| Frank Exposition  | Leslie David Baker       | Bognár Tamás (1. hang) Papucsek Vilmos (2. hang) | Férfi, aki általában a feleségével, Estherrel együtt nyaral, miközben Bingo és Rolly küldetéseit végzik.                                                         |
| Esther Exposition | Cheri Oteri              | Bertalan Ágnes                                   | Frank felesége. |
| Bulworth          | Huey Lewis               | Schneider Zoltán (1. hang) Orbán Gábor (2. hang) | Roncstelepi kutya. |
| Dallie            | Tom Kenny                | Posta Victor                                     | Dalmata kutya, aki a városi tűzoltóságon él. |
| Johnathan         | Jeff Bennett             | Mészáros Máté                                    | Bingo és Rolly okos megjegyzésekkel teli sirály barátja. |
| Cagey             | Jeff Bennett             | Pálmai Szabolcs                                  | Tengerimalac, aki Bingo és Rolly barátja; először a kisállatbolt ablakában tűnik fel, amikor elhaladnak mellette, később Chloe háziállata és Keia testvére lesz. |
| Bálni             | Jessica DiCicco          | Dobó Enikő                                       | Kardszárnyú delfin, akinek Bingo és Rolly segítettek átugrani a fal másik oldalára, és később tengeri küldetések során találkoztak vele.                         |
| Chloe             | Emma Shannon             | Nagy Míra                                        | Fiatal lány, aki Bob szomszédja. Chloe Keia, egy új kiskutya gazdája, aki szintén a Bob háziállataival válik legjobb barátokká.                                  |
| Chloe anyja       | Tara Strong              | Kereki Anna                                      | Chloe anyja, akinek a lánya Bob szomszédja. |
| Buzgó             | Kevin Michael Richardson | Csapó Attila                                     | Castor, aki az erdőben él és szeret rappelni. |

### Magyar változat
A szinkront az SDI Media Hungary készítette.
- Bemondó: Bordi András
- Magyar szöveg: Roatis Andrea (1–10. rész), Moduna Zsuzsa (11–25. rész), Horváth Anikó (2–5. évad)
- Dalszöveg: Szente Vajk (1–20. rész), Németh Attila István (21–23. rész), Nádasi Veronika (24. résztől)
- Hangmérnök: Böhm Gergely (1–2. évad), Gajda Mátyás (3–4. évad), Tóth Anna Boglárka (5. évad)
- Vágó: Pilipár Éva (1–10., 17–25. rész), Wünsch Attila (11–16. rész), Bogdán Gergő (2. évad), Hajzler László (3–4. évad), Házi Sándor (5. évad)
- Gyártásvezető: Rácz Gabriella (1–22. rész), Farkas Márta (23–25. rész), Németh Piroska (2. évad), Újréti Zsuzsa (3–5. évad)
- Szinkronrendező: Nikodém Gerda (1. évad), Dobay Brigitta (2. évad), Pupos Tímea (3–5. évad)
- Zenei rendező: Nikodém Gerda (1. évad), Posta Victor (2–5. évad)
- Produkciós vezető: Máhr Rita (1–2. évad), Orosz Katalin (3–5. évad)

## Évados áttekintés
| Évad | Évad | Epizódok | Eredeti sugárzás  | Eredeti sugárzás   | Magyar sugárzás (Disney Channel) | Magyar sugárzás (Disney Channel) | Magyar sugárzás (Disney Junior) | Magyar sugárzás (Disney Junior) | Magyar sugárzás (M2) | Magyar sugárzás (M2) | Magyar sugárzás (Disney+) | Magyar sugárzás (Disney+) |
| Évad | Évad | Epizódok | Évadpremier       | Évadfinálé         | Évadpremier                      | Évadfinálé                       | Évadpremier                     | Évadfinálé                      | Évadpremier          | Évadfinálé           | Évadpremier               | Évadfinálé                |
| ---- | ---- | -------- | ----------------- | ------------------ | -------------------------------- | -------------------------------- | ------------------------------- | ------------------------------- | -------------------- | -------------------- | ------------------------- | ------------------------- |
|      | 1    | 25       | 2017. április 14. | 2018. március 30.  | 2018. január 29.                 | TBA                              | 2017. október 9.                | megszűnt a csatorna             | 2019. április 10.    | 2019. május 14.      | 2022. június 14.          | 2022. június 14.          |
|      | 2    | 30       | 2018. október 12. | 2019. október 14.  | TBA                              | TBA                              | megszűnt a csatorna             | megszűnt a csatorna             | 2020. október 25.    | 2021. február 6.     | 2022. június 14.          | 2022. június 14.          |
|      | 3    | 25       | 2019. november 8. | 2020. október 15.  | TBA                              | TBA                              | megszűnt a csatorna             | megszűnt a csatorna             | 2022. március 27.    | 2022. május 16.      | 2022. június 14.          | 2022. június 14.          |
|      | 4    | 16       | 2020. október 23. | 2021. november 19. | TBA                              | TBA                              | megszűnt a csatorna             | megszűnt a csatorna             | TBA                  | TBA                  | 2022. június 14.          | 2022. június 14.          |
|      | 5    | 20       | 2022. január 14.  | 2023. január 20.   | TBA                              | TBA                              | megszűnt a csatorna             | megszűnt a csatorna             | TBA                  | TBA                  | 2024. május 29.           | 2024. május 29.           |